# Бро (Горњопровансалски Алпи)
Бро (фр. Braux) насеље је и општина у Француској у региону Прованса-Алпи-Азурна обала, у департману Горњопровансалски Алпи која припада префектури Кастелан.
По подацима из 2011. године у општини је живело 128 становника, а густина насељености је износила 10,97 становника/km². Општина се простире на површини од 11,67 km². Налази се на средњој надморској висини од 950 метара (максималној 1.600 m, а минималној 639 m).

## Демографија
| 1962. | 1968. | 1975. | 1982. | 1990. | 1999. | 2011. |
| ----- | ----- | ----- | ----- | ----- | ----- | ----- |
| 164   | 206   | 153   | 160   | 133   | 118   | 128   |

График промене броја становника у току последњих година